# Грязин, Александр Александрович
Алекса́ндр Алекса́ндрович Гря́зин (23 августа 1974, Люберцы, Московская область — 2017) — российский футболист, полузащитник.

## Клубная карьера
Начал заниматься футболом с 3 лет. Воспитанник футбольной школы ЦСКА. Провёл три сезона за дублирующий состав ЦСКА.
В 1994 году стал одним из первых российских легионеров в Израиле, подписав контракт с клубом «Маккаби» Петах-Тиква, за который провёл один матч в национальном чемпионате.
После возвращения выступал за клубы «Крылья Советов» Самара, «Сатурн» Раменское, «Торпедо-ЗИЛ» Москва, «Металлург» Липецк, в 2002 году играл за казанский «Рубин», в составе которого стал победителем первенства России в первом дивизионе. В 2004 году выступал за «Салют-Энергию» Белгород. Завершал карьеру в рязанском «Спартаке-МЖК».
Дважды, в 1999 и 2000 годах, по итогам традиционного опроса среди игроков высшего дивизиона предлагался к избранию лучшим футболистом года по версии газеты «Спорт-Экспресс».

## После карьеры
Осенью 2009 года возглавил любительский клуб «Успенское», выступающий в западной лиге ЛФЛ 8x8 Москвы. Под его руководством команда в год её основания заняла первое место в группе «Б» третьей лиги и обеспечила выход во вторую лигу, где в сезоне-2010/2011 также заняла первое место.
Умер в 2017 году. По словам его товарища по дублю ЦСКА Владимира Семёнова, причиной смерти стали наркотики.